# 弗罗茨瓦夫市立球场
弗罗茨瓦夫市立體育場（波蘭語：Stadion Miejski we Wrocławiu），位于波兰弗罗茨瓦夫，是欧足联评定的四级（最高级）足球场。球场为2012年欧洲足球锦标赛而建。体育场是位于弗罗茨瓦夫西部Pilczyce区的西里西亚大道，是波蘭足球甲級聯賽球会弗羅茨瓦克足球俱樂部的主场。该体育场有42,771个观众席，全部是座席，并且都在顶棚下。
弗罗茨瓦夫市立體育場是波蘭足球甲級聯賽第二大的球场，全波兰第四大体育场（仅次于國家體育場，西利西亚体育场和格但斯克PGE體育場）。
体育场在2009年4月开工，并于2011年9月建成。
2011年9月10日维塔利·克利奇科和托马斯·阿达梅克的WBC重量级拳击冠军赛成为了体育场的揭幕战，标志着体育场正式投入使用。这里举行的第一场足球比赛是弗羅茨瓦克足球俱樂部和格但斯克萊吉亞足球俱樂部的比赛，弗羅茨瓦克足球俱樂部获胜，约翰·沃斯坎普成为了第一个在这里进球的球员。

## 设计概念

### 概览
由JSK Architekci设计的“灯笼体育场”在多个设计方案里脱颖而出。
设计的独特造型既为了方便辨认，也体现了城市的动感。

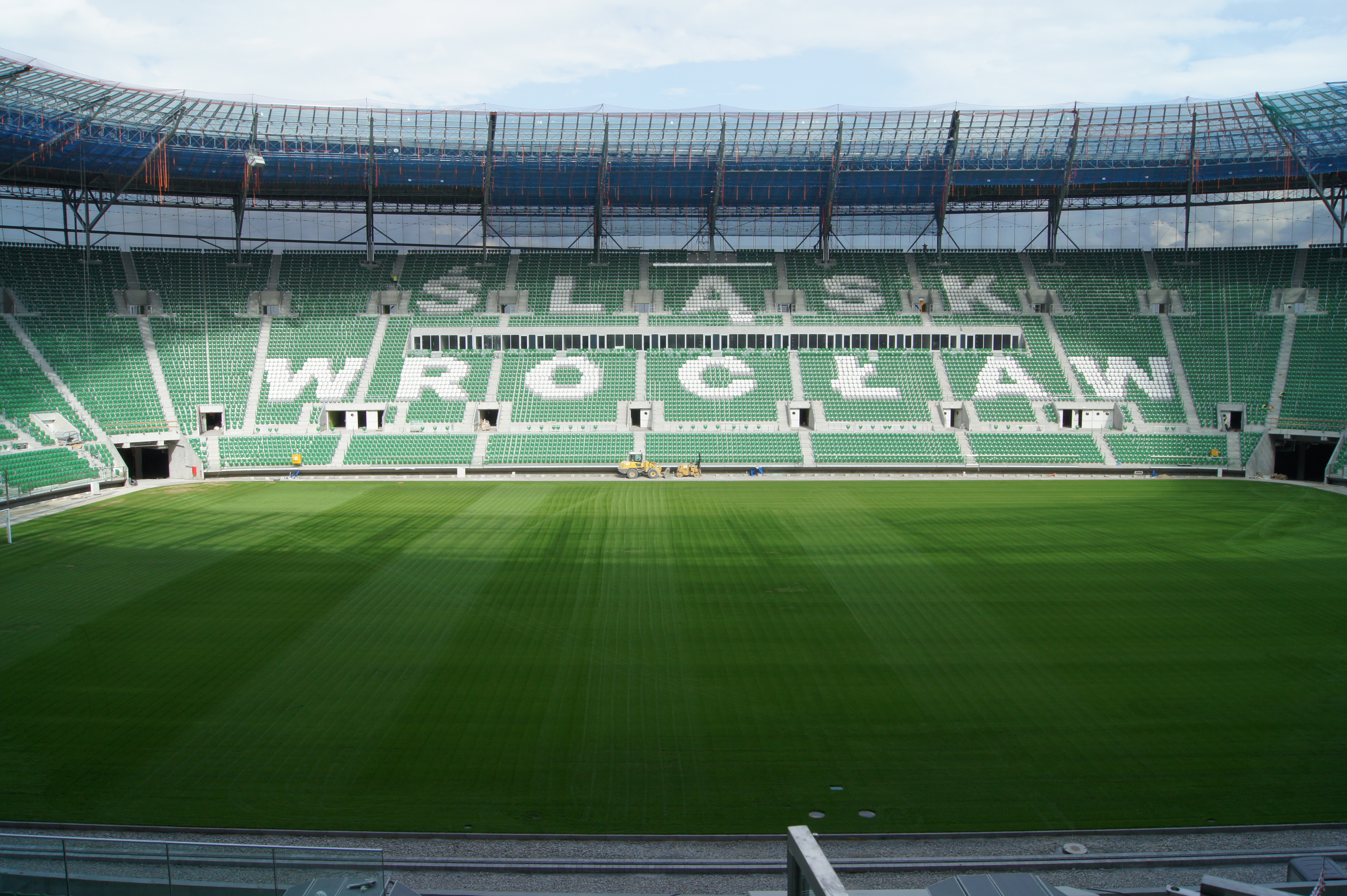
主看台，摄于2011年8月

创新设计的外墙使体育场形状引人注目。体育场的外墙由披着聚四氟乙烯涂层的玻璃纤维网覆盖着，网格固定在围绕整个体育场的钢环上。覆盖层为整个体育场提供了亮度和透明度。体育场外墙的颜色可以使用先进的照明系统改变。
特许摊位位于半透明立面下。

### 外围及屋顶

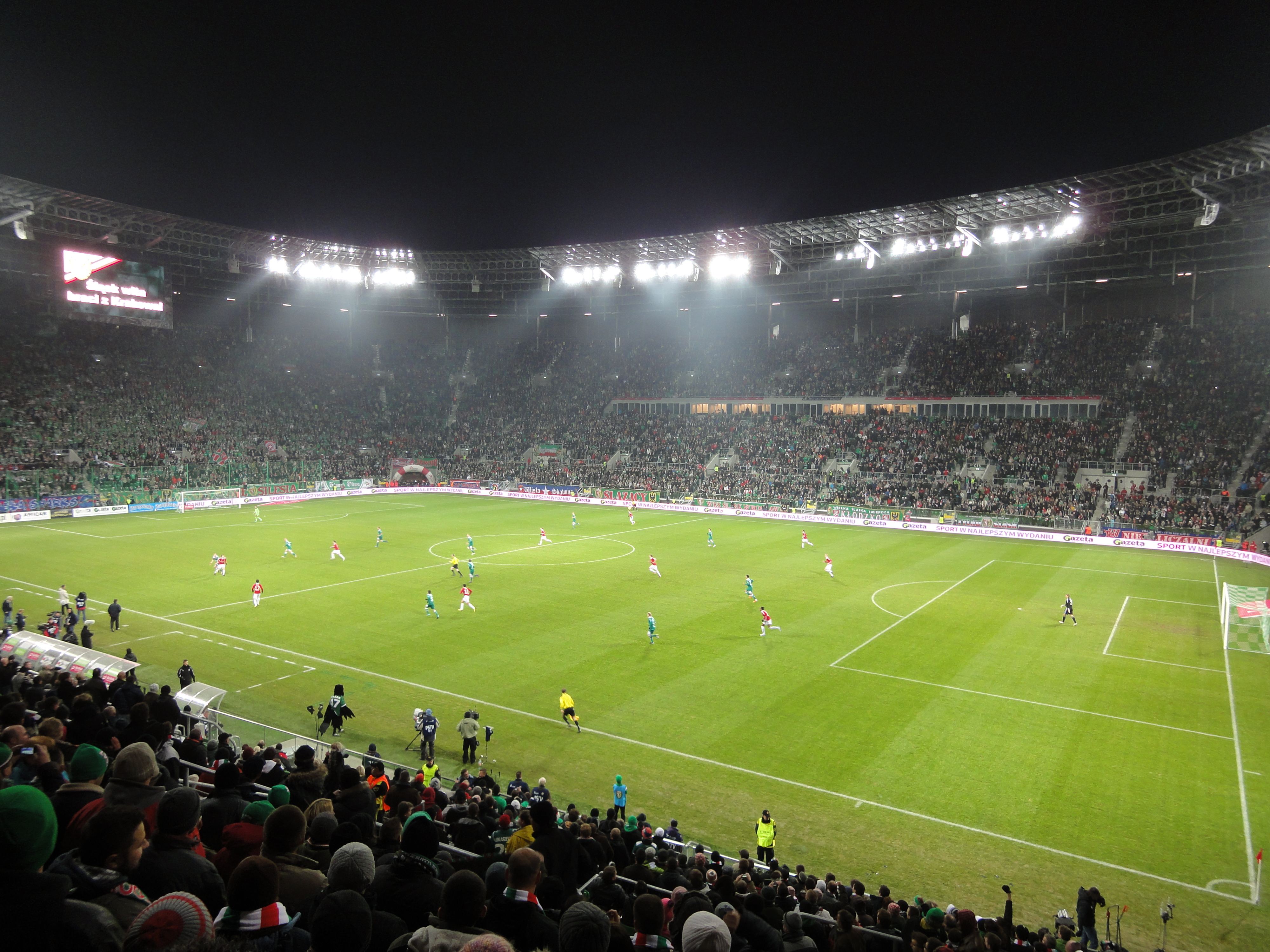
弗羅茨瓦克足球俱樂部与维斯瓦克拉科夫足球俱乐部的比赛

设计方案还包括体育场周围总面积达52753平方米的室外长廊。它使得观众可以从两个方向进入体育场：南边与Lotnicza街相连，建有包括电车站、火车站、露天停车场的广场；北边有公共交通枢纽，包括电车站、巴士站、巴士停车场。
体育场和室外长廊的周围地区也进行了美化，并摆放了长凳，提供一个公园般的空间，人们可以在那里放松、会面。平台从地面升起到体育场室外长廊的第一级，高5.44米。体育场所有区的入口都位于这一层。体育场从地面到屋顶结构上部边缘通高39.33米。体育场的所有看台都是一层，56排座位。体育场的周围有四层的停车场。
体育场的屋顶部分为玻璃，可以给球场上增加自然光照明。南侧的屋顶的玻璃面积比北侧大。屋顶下挂有两块LED显示屏，每块都是12.8 x 7.68米的尺寸，由三菱电机制造。

## 功能及特点
体育场分为若干专用区域，以保证其正常运作。贵宾可以从体育场的底沿进入，从而迅速到达体育场西段0层宽敞的贵宾区入口大厅。贵宾球迷座席紧邻比赛场地，与比赛场地仅隔一层玻璃墙。
体育场配有观光电梯和一个开放的楼梯。一层有一个宽敞的商务俱乐部。商务俱乐部分为三个小室，各配备自己的设施。商务俱乐部的每个座位都有互联网接入端。

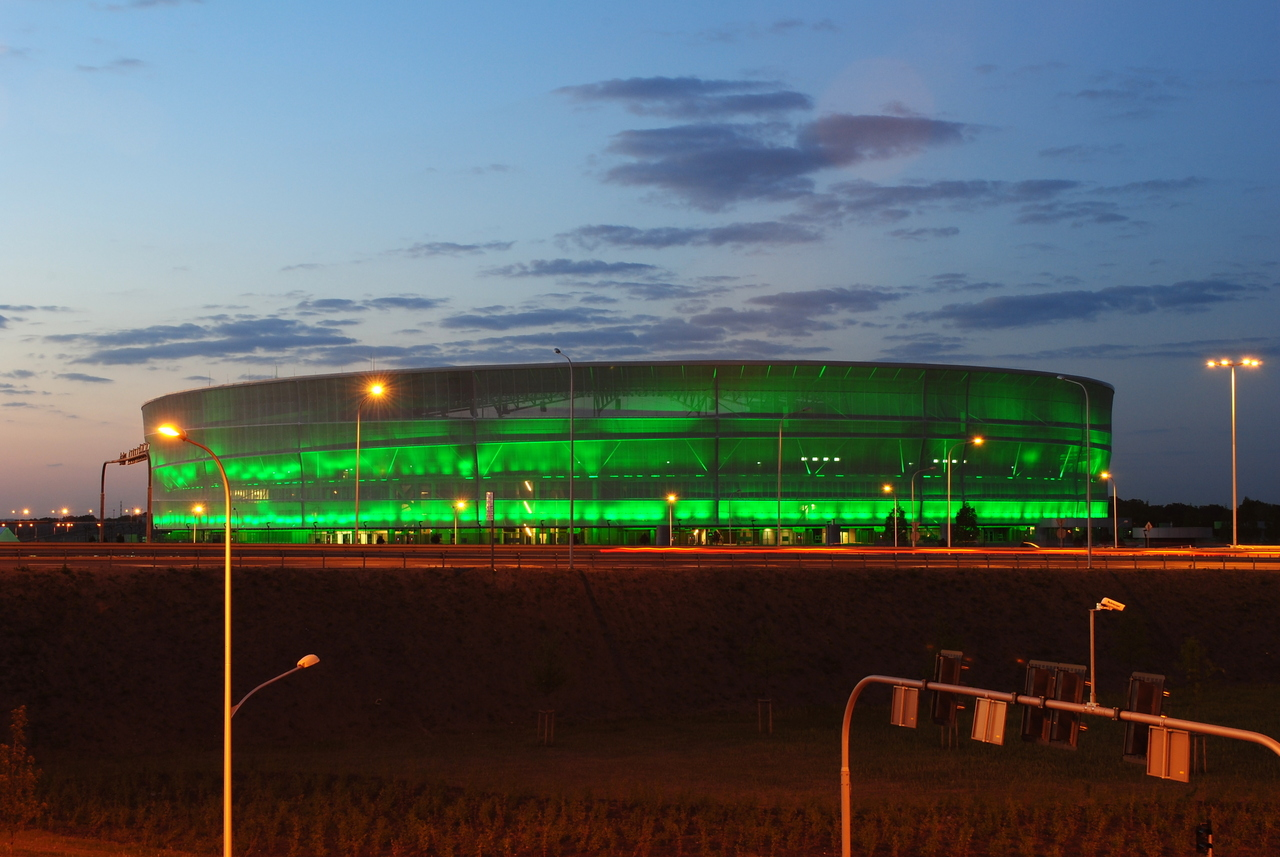
球场灯光系统测试

体育场3层有20个多功能玻璃贵宾包厢，可以清楚地观赏比赛。东侧看台的十个贵宾包厢可以租用。每个包厢都有通向宽度约2.5米的露天平台的专用通道。包厢大小不等，可以容纳13至26人，包厢也可以合并。两种贵宾包厢都在露天平台上配有专用的贵宾席。
贵宾席分为三等：金、银、铜。级别取决于他们的位置和它们提供的视角。
体育场周围的露天长廊从地面上升到1层。长廊上有特许摊位、急救站、警务室和洗手间。残障球迷座席位于配有轮椅坡道的看台上，残疾人球迷可以和照顾他们的人坐在一起。体育场共有102个这样的座位（以及照顾人的另102个座位）。体育场的酒吧和餐馆都配备专门设计的低餐桌，使坐轮椅的残障人士更容易用餐。另外还有50个为视力障碍球迷设的座席。体育场为听力障碍的人准备了专业耳机，以方便他们听到比赛的评论。弗罗茨瓦夫市立体育场是一个无障碍的体育场。
球迷商店也位于1层。这家商店为弗羅茨瓦克足球俱樂部的球迷提供包括围巾、T恤、杯子、海报在内的商品。
球队区位于体育场西部0层。体育场为两支球队配备有更衣室、按摩室、淋浴室、厕所、教练室和热身区。此外，体育场内还有一个室内游泳池。球队区域还包含为医务人员、裁判员、球童和欧洲足联代表准备的房间和区域。
媒体区位于西侧看台上部。每个座位都符合国际足联、欧足联的要求，并备有电源、电话、互联网和电视信号端口。部分座位还有可折叠的桌面。评论员席配有转椅。客队球迷区位于体育场东南角，标有“Sektor X”，共3439个座位。
体育场安装的所有座位都是波兰品牌Forum Seating，由位于克羅斯諾的Nowy STYL公司生产。

## 冠名权
在官方文件中，体育场被称为市立體育場。但是，在不远的将来这里可能会被赞助商冠名。冠名事宜将由体育场的运营商选择。体育场的运营商是由弗罗茨瓦夫市拥有的一家叫做“Wrocław 2012”（弗罗茨瓦夫 2012）的公司。

## 位置
体育场坐落在弗罗茨瓦夫的Fabryczna区，在Lotnicza、 al. Śląska、Królewiecka、Mączna四条街之间。体育场东临Ślęza河，河的背后是Pilczycki公园。体育场的西面紧靠aleja Śląska（“西里西亚大街”）、高速公路A8和Kąpielisko游泳馆。球场南边毗邻1号国道。体育场北边与奥得河距离约1700米。
体育场到以下地点的直线距离：
- 弗罗茨瓦夫Główny的火车站和长途汽车站：8公里
- 从弗罗茨瓦夫哥白尼机场：5公里
- 从城市的市场广场：7公里
- 从最近的酒店：300米

## 2012年欧洲杯比赛
体育场为2012年欧锦赛的场地之一。A组的3场比赛将在这里进行（该组的其他比赛在华沙的國家體育場举行）。
下面是2012年欧锦赛弗罗茨瓦夫市立体育场承办的比赛：

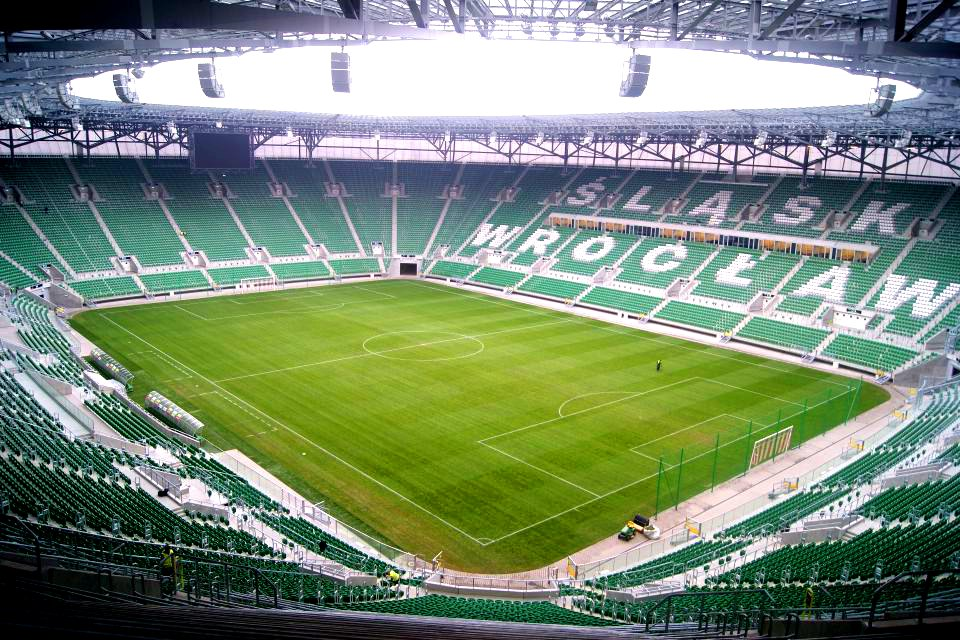
体育场屋顶的南面比北面有更多的玻璃，与安联球场类似。

| 日期       | 时间 (CEST) | 球队 #1 | 比分 | 球队 #2 | 组别 | 进球队员 |
| ---------- | ----------- | ------- | ---- | ------- | ---- | -------- |
| 2012-06-08 | 20:45       | 捷克    | 1:4  | 俄羅斯  | A组  |          |
| 2012-06-12 | 18:00       | 捷克    | 2:1  | 希腊    | A组  |          |
| 2012-06-16 | 20:45       | 波蘭    | 0:1  | 捷克    | A组  |          |

## 交通
从高速公路A4驶入高速公路A8，可以到达体育场。体育场旁，有一个叫做“弗罗茨瓦夫体育场”的出口，连接着球场的停车场与高速公路A8。
目前可以通过多种公共交通工具到达体育场。巴士103、403、435、电车31PLUS到达体育场北侧，电车3、10、20、33PLUS、公交128通往体育场南侧。
体育场的南侧的交通枢纽正在建设中，包括一座新的火车站（站名为“弗罗茨瓦夫体育场”）。0层有一个双向的铁路线，1层的电车线将连接中心与Leśnica街。交通枢纽也可供机动车通行。停车场、公交车站、自行车道、自行车停车场目前正在建设中。直升机停机坪位于体育场东侧。